# The Rainmaker (película)
The Rainmaker (titulada en español como Legítima defensa en España y como El poder de la justicia en Argentina) es una película estadounidense de 1997 dirigida por Francis Ford Coppola e interpretada por Matt Damon, Mickey Rourke, Danny DeVito, Jon Voight, Dean Stockwell, Danny Glover, Mary Kay Place, Claire Danes, Virginia Madsen y Roy Scheider. Está basada en la novela homónima de John Grisham de 1995.

## Argumento
Rudy Baylor (Matt Damon) es un estudiante de derecho de la Universidad de Memphis. Al contrario que la mayoría de sus compañeros, no ha conseguido un trabajo en el que pueda ejercer como abogado y tiene que trabajar en un restaurante para mantenerse.
Desesperado por un trabajo, es presentado a regañadientes a J. Lyman Stone (Mickey Rourke), un abogado implacable pero con mucho éxito en la ciudad, el cual lo hace su asociado. Rudy es enviado a un hospital para buscar potenciales clientes. Antes le presentan a Deck Shifflet (Danny DeVito), un antiguo asesor con un bajo grado de ética, que había suspendido su examen de graduación seis veces. Sin embargo, Deck es diestro a la hora de reunir pruebas, y un experto en aseguradoras.
Cuando su empleador es allanado por la policía y el FBI, Deck y él deciden abrir un bufete propio. Rudy busca varios casos en los hospitales, rechazando algunos por considerarlos poco éticos. Finalmente conoce al matrimonio Blacks (Mary Kay Place y Red West), una familia cuyo hijo de 22 años, Donny Ray, está a punto de morir de leucemia. Esto podía haberse evitado con un trasplante de médula, pero había sido denegado por la compañía de seguros Great Benefits (Grandes beneficios).
Rudy, que acaba de aprobar su examen del colegio de abogados y nunca ha defendido ningún caso ante un juez y un jurado, se encuentra frente a un grupo de abogados expertos con una gran trayectoria, encabezados por Leo F. Drummond (Jon Voight), un reputado abogado que utiliza tácticas poco honestas para ganar sus casos.
El juez (Dean Stockwell) que había sido asignado en un principio para el caso es sustituido por otro (Danny Glover), con una ideología mucho menos conservadora, debido a que el primero sufre un ataque de corazón fatal en su piscina. El nuevo juez, un antiguo defensor de los derechos civiles, deniega la petición de la aseguradora de sobreseer el caso.
Mientras prepara el caso, Rudy busca nuevos clientes en el hospital y conoce a Kelly Riker (Claire Danes), una mujer maltratada por su marido, ingresada en el hospital por una de las palizas que había recibido. Rudy intenta convencerla de que pida el divorcio. Tras una nueva paliza el marido recibe la denuncia por malos tratos, y al agredir a Kelly mientras recogía sus pertenencias, Rudy se interpone para defenderla; durante el forcejeo, Rudy golpea fatalmente al esposo en la cabeza. Para mantener a Rudy fuera del encuentro, Kelly le dice a la policía que ella estaba sola y que mató a su marido en defensa propia. Los abogados del distrito declinan la opción de juzgarla.
Donny Ray, el chico de 22 años con leucemia, muere, pero no antes de grabar un vídeo comentando su situación y las causas que lo han llevado a su enfermedad. El caso va a juicio. Leo F. Drummond intenta asegurarse la victoria poniendo micrófonos en el despacho de Rudy, pero éste le tiende una trampa haciéndole creer que estaba llamando a miembros del jurado previamente para convencerlos. Sin embargo, Drummond se aprovecha de la inexperiencia de Rudy y consigue el testimonio de una testigo clave (Virginia Madsen). Sin embargo, gracias a la habilidad de Rudy, y la ayuda de Deck, consiguen poner en apuros a Great Benefits, llevando al estrado al presidente de la compañía (Roy Scheider); esto hace que el jurado se ponga de su parte, lo que supone un gran triunfo para Rudy y Deck. A pesar de ello, no pueden hacerse con el dinero que ellos reclamaban, puesto que rápidamente la compañía se declara en quiebra.
Totalmente desilusionado con el juicio y de la manera en que ha sido manipulado, Rudy decide abandonar su nuevo empleo después de haber trabajado en un único caso.

## Reparto
- Matt Damon - Rudy Baylor
- Claire Danes - Kelly Riker
- Danny DeVito - Deck Shifflet
- Jon Voight - Leo F. Drummond
- Mary Kay Place - Dot Black
- Mickey Rourke - J. Lyman "Bruiser" Stone
- Danny Glover - Juez Tyrone Kipler (no acreditado)
- Dean Stockwell - Juez Harvey Hale
- Virginia Madsen - Jackie Lemanczyk
- Roy Scheider - Wilfred Keeley
- Teresa Wright - Colleen "Miss Birdie" Birdsong

## Premios
- National Board of Review (1997): Top 10 Mejores Películas del Año
- Globos de oro (1998): Nominada Mejor actor de reparto (Jon Voight)
- Premio Satélite de Oro (1998): Nominado Mejor Actor de Reparto Drama (Danny DeVito)
- Premio PFS (1998): Una Nominación
- Premio USC (1998): Una Nominación